# Аракуари
Аракуари (порт. Araquari) — муниципалитет в Бразилии, входит в штат Санта-Катарина. Составная часть мезорегиона Север штата Санта-Катарина. Входит в экономико-статистический микрорегион Жоинвилли. Население составляет 21 974 человека на 2006 год. Занимает площадь 377 км². Плотность населения — 54,7 чел./км².

## История
Город основан 5 апреля 1876 года.

## Статистика
- Валовой внутренний продукт на 2003 составляет 124 652 065,00 реалов (данные: Бразильский институт географии и статистики).
- Валовой внутренний продукт на душу населения на 2003 составляет 6432,99 реала (данные: Бразильский институт географии и статистики).
- Индекс развития человеческого потенциала на 2000 составляет 0,767 (данные: Программа развития ООН).